# Список воевод России в 1610 году
Царствование: 1606—1610 — Василий IV Иванович Шуйский и 1610—1613 — Семибоярщина
| Года      | Город                 | Ф,И,О воеводы                                                                                         | Примечания                                |
| --------- | --------------------- | --- | ----------------------------------------- |
| 1610-1614 | Берёзов               | Волынский Степан Иванович                                                                             |                                           |
| 1610      | Белёв                 | Желябовский Фёдор Григорьевич                                                                         |                                           |
| 1606-1614 | Верхотурье            | Годунов Степан Степанович Плещеев Иван Михайлович                                                     |                                           |
| 1610      | Вологда               | Вадбольский Семён Суколенов Нелюб Желябужский Пётр                                                    | 1-й воевода 2-й воевода Дьяк              |
| 1610      | Вязьма                | Пронский Пётр Иванович Белосельский Михаил Васильевич                                                 |                                           |
| 1609-1610 | Двинская область      | Приимков-Ростовский Александр Данилович Емельянов Никифор                                             | 1-й воевода Дьяк                          |
| 1609-1611 | Казань                | Морозов Василий Петрович Бельский Богдан Яковлевич Шульгин Никанор Михайлович Дичков Степан Яковлевич | Боярин Боярин Дьяк Дьяк                   |
| 1608-1611 | Кетский острог        | Елизаров Григорий Фёдорович                                                                           |                                           |
| 1610-1611 | Кольский острог       | Секирин Лев                                                                                           |                                           |
| 1610      | Луки Великие          | Шаховской Василий Андреевич Горяинов Пётр Данилович Кашинцев Леонтий                                  | 1-й воевода 2-й воевода Стрелецкий голова |
| 1610      | Можайск               | Бутурлин Иван Матвеевич                                                                               |                                           |
| 1601-1614 | Нарымский острог      | Хлопов Мирон Тимофеевич                                                                               |                                           |
| 1610-1614 | Новгород Великий      | Одоевский Иван Никитич Большой Вельяминов Роман Андреевич Бартенёв Чюлок Иевлев Корнил                | Боярин Воевода Дьяк Дьяк                  |
| 1610      | Новгород-Северский    | Барятинский Фёдор Петрович Карпов Миляка Моисеевич                                                    |                                           |
| 1610      | Переяславль-Залесский | Гагарин Сила Иванович Нелединский Василий                                                             |                                           |
| 1608-1610 | Пермь                 | Акинфов Фёдор Петрович Романов Наум                                                                   | Оба: приказные                            |
| 1610-1612 | Пермь                 | Чемоданов Иван Иванович Филатов Пятой Фалалеевич                                                      | 1-й воевода Подьячий                      |
| 1608-1611 | Смоленск              | Шеин Михаил Борисович Горчаков Пётр Иванович Алексеев Никон Бунаков Иван                              | Боярин Воевода Дьяк Дьяк                  |
| 1610      | Сольвычегодск         | Нащокин Пётр Степанович Рукавов Григорий                                                              | 1-й воевода Подьячий                      |
| 1609-1614 | Сургут                | Волынский Фёдор Васильевич Благово Иван Влдадимирович                                                 |                                           |
| 1609-1612 | Тобольский острог     | Катырев-Ростовский Иван Михайлович Нащокин Борис Иванович Перфильев Нечай Фёдорович                   | 1-й воевода 2-й воевода Дьяк              |
| 1602-1614 | Томск                 | Волынский Василий Васильевич Новосильцев Михаил Игнатьевич Ржевский Матвей Бартенёв Семён             | 1-й воевода 2-й воевода Голова Голова     |
| 1608-1615 | Тюмень                | Годунов Матвей Михайлович                                                                             |                                           |
| 1606-1610 | Устюг Великий         | Стрешнев Иван Филиппович Копнин Шестой                                                                | 1-й воевода Подьячий                      |
| 1610-1611 | Устюг Великий         | Зюзин Алексей Иванович Ильин Богдан                                                                   | 1-й воевода Дьяк                          |
| 1610      | Устюжна               | Мышецкой Данила                                                                                       |                                           |

| Воеводы по полкам  | Воеводы по полкам | Воеводы по полкам |
| Наименование полка | Ф,И,О воеводы     | Примечания        |
| ------------------ | ----------------- | ----------------- |
| Государев полк     |                   |                   |
| Большой полк       |                   |                   |
| Передовой полк     |                   |                   |
| Сторожевой полк    |                   |                   |
| Полк правой руки   |                   |                   |
| Полк левой руки    |                   |                   |

## См.также
- Воевода
- Воеводы русские
- Список глав государств в 1610 году